# Agnus Dei

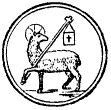
Agnus Dei, afbeelding uit het Nordisk familjebok

Agnus Dei (Latijn voor Lam Gods) is een uitdrukking die verwijst naar Jezus Christus in zijn rol van de perfecte sacramentele opoffering die de zonden van de mens verzoent in de christelijke theologie. 
In Johannes 1:29 en 1:36 wijst Johannes de Doper naar Jezus met de woorden: “Ziet, daar is het Lam van God dat de zonde van de wereld wegneemt". In Openbaring 5:4 e.v. treedt Jezus op in de gedaante van een geslacht lam. In Jesaja 53:7 klinkt:
Als een lam werd Hij ter slachting geleid;
als een schaap dat stom is voor zijn scheerders,
zo deed Hij Zijn mond niet open.
In Handelingen 8 is te lezen dat dit gedeelte werd gelezen door de Ethiopische kamerheer en dat dit werd uitgelegd door de apostel Filippus. In Handelingen 8 is deze tekst geciteerd uit de Septuagint, wat verklaart dat de tekst iets anders is dan de Hebreeuwse tekst in Jesaja 53.
Het offer van een lam en het bloed van het lam zijn in de godsdiensten van het Midden-Oosten een vaker gebruikt beeld.
In de kunst is het Agnus Dei de figuur van een lam dat een kruis draagt, symbool voor Jezus als Lam van God. Deze voorstelling wordt vaak gebruikt in christelijke kunstwerken, waarvan De aanbidding van het Lam Gods in Gent het beroemdste is.

## Mis
Het Agnus Dei maakt deel uit van het ordinarium van de katholieke mis. Het is een gebed dat stamt uit de oud-Joodse tijd van de sacramentele opofferingen. Het Agnus Dei of Lam Gods wordt gezongen terwijl de priester het heilig brood breekt en de vermenging plaatsvindt: de priester laat een deeltje van de hostie in de kelk vallen.
Het Agnus Dei werd altijd gezongen en lijkt voor het eerst geïntroduceerd te zijn tijdens een mis door paus Sergius I (687-701).
De tekst van het Agnus Dei, die gebaseerd is op Johannes 1:29 waarin Johannes de Doper Jezus aanwijst als het Lam Gods, luidt als volgt:
Nadat op het Tweede Vaticaans Concilie met het document Sacrosanctum Concilium (Constitutie over de heilige Liturgie, 4 december 1963) was besloten toestemming te geven de mis naast in het Latijn ook in de volkstaal te vieren, is er voor de Nederlandse en Belgische kerkprovincie een groot aantal composities verschenen van het Lam Gods, waarin veelal in wisselzang het gelovige volk het antwoord Ontferm U over ons en Geef ons de Vrede meezingt. Zowel voor de Latijnse liturgie als de liturgie in de volkstaal werd hierbij in de  mis voor de overledenen het antwoord Dona eis requiem (sempiternam), Heer geef hun de (eeuwige) rust officieel afgeschaft.

## Trivia
- In de christelijke en met name de katholieke traditie verwijst de term 'Agnus Dei' ook naar een schijfje, gemaakt van was van een (oude) paaskaars, waarin de beeltenis van het Lam Gods is afgedrukt. De oudste berichten hierover dateren uit de negende eeuw. Het was vanaf de veertiende eeuw traditie dat de paus deze schijfjes zegende op Beloken Pasen en ze dan verspreidde onder de gelovigen. De stukjes gewijde was werden op het lichaam gedragen als een soort talisman. Daartoe werden ze opgeborgen in speciale Agnus-Dei-doosjes of -houders, meestal van edelmetaal. Ook werden ze in huis of in de stallen gebrand om storm, brand, oorlog of ander onheil af te wenden.[1]

adelaar · Agnus Dei · alliantiewapen · andreaskruis · ankerkruis · armoriaal · baldakijn · barensteel · bezant · Bourgondisch kruis · brisure · cartouche · centaur · cordelière · dekkleed · dorpsvlag · dorpswapen· drieberg · dubbelkoppige adelaar · dwarsbalk · fleur de lis · fleuron · Friese adelaar · gaande leeuw · gecarteleerd · Gelderse leeuw · gepaald · gravenkroon · groot wapen · griffioen · hartschild · helmkroon · helmteken · heraldische kleur · herautstuk · hermelijn · hoed · Hollandse tuin · huismerk · Jeruzalemkruis · karbonkel · keizerskroon · keper · koek · kromstaf · kroon · krukkenkruis · kwartier · kwartileren · kwartierzoom · leeuw · markiezenkroon · merlet · molenijzer · motto · muurkroon · nassaublauw · natuurlijke kleur · Nederlandse leeuw · Nederlandse Maagd · ombrellino · ordeketen · palen · pentagram · pijlenbundel · raadselwapen · raaf · respectant · riddertoernooi · rijksbanier · rijkskleuren · rijksstandaard · rijkswapen · roos · Rudolfinische keizerskroon · Saksenros · Saladins Adelaar · scharlakenrood · schildhoofd · schildhouder · schildvoet · schildzoom · schoof · schuinbalk · schuinstreep sinister · sinister · sleutels van Petrus · socialistische heraldiek · sprekend wapen · stadskleuren · standaard · stedenmaagd · ster · tinctuur · vair · vermeerdering · vlag · vorstenhoed · vrijheidshoed · vrijkwartier · vrouwenwapen · wapen · wapenbelasting · Wapenboek Beyeren · Wapenboek Gelre · wapenbord · wapendiploma · wapendier · wapenkast · wapenkoning · wapenmantel · wapenrecht · wapenrol · wapenstier · wapentent · wassende en afnemende maan · Waterlandse zwaan · Westfriese boomwapens · wildeman · wolfsangel · wrong